# Babuškinov zaljev
Babuškinov zaljev (rus. Залив Бабушкина) je duboki zaljev sa strmim obalama na sjevernoj obali Ohotskog mora. Nalazi se istočno od Taujskog zaljev i zapadno od zaljeva Šelikova. U njega se ulazi između rtova Jevreinov i Babuškin, a širok je 59,5 km.